# Lesges
Lesges és un municipi francès, situat al departament de l'Aisne i a la regió dels Alts de França. L'any 1999 tenia 81 habitants.